# Škalske Cirkovce
Škalske Cirkovce – wieś w Słowenii, w gminie miejskiej Velenje. W 2018 roku liczyła 169 mieszkańców. 